# Semir Cerić Koke
Semir Cerić (Sarajevo, 23. maj 1963), poznatiji kao Koke, bosanskohercegovački je pevač narodne muzike.
Njegov muzički stil je folk i moderni turbo-folk.

## Karijera
Početak Koketove muzičke karijere datira iz 1988, kada je objavio debi album — Sanja (za izdavačku kuću Diskos). Značajno izvođenje naslovne pesme ima srpski folk pevač Toma Zdravković, u ekavskom obliku (Sećaš li se Sanja — 1990).
Nakon saradnje s Diskosom, Koke je objavio albume Život me je prevario (1994) i Jednom se živi (2001) za In takt rekords. Album Blago tebi (1999) izašao je u izdanju Sarajevo diska. Peti studijski album, Koke (2003), objavljen je u Grand produkciji. Albumi-reizdanja Koke (2017) i Blago tebi (2018) izdati su za originalne produkcije. Šesti Koketov studijski album, Idemo dalje (2009), izdala je Hajat produkcija.
Koke je nedavno snimio dva singla sa spotovima: Kafanica laganica za BN mjuzik 2017. i Sve i sad za Hajat produkciju 2019; te dva bez spota: Ne, ne diraj (samoizdanje) 2018. i Kapetan svoje duše (samoizdanje) 2022.
Evergrin hitovi Semira Cerića Koketa su: Nek’ ti bude kao meni, Emina (kaver), Aida, Sanja, Glumica, Zavodnica, Nevjernica, Treba vremena, Robinja ili kraljica, Vjerovala, bolovala, Kad te neko spomene, Život me je prevario, Kraj priče, Moja dobra vilo, Otkako je Banjaluka postala (interpretacija) itd.
Koke održava koncerte u Nemačkoj, Austriji i Švajcarskoj pored onih na Zapadnom Balkanu, kao i u državama SAD (turneje) i Australiji (turneje), — zbog velikog broja bosanskohercegovačkih migranata prisutnih u ovim zemljama koji žele da čuju njegove pesme i sete se svoje prošlosti. Koke isto tako često nastupa u bajramskom TV programu na Hajat TV-u tokom ovog muslimanskog praznika.
Koke je učestvovao na Grand dajet plus festivalu 2012. i nedavno Ilidžanskom festivalu 2017 i 2019.
Bio je jedan od članova žirija muzičkih takmičenja Zvijezda možeš biti ti (skr. ZMBT; Hajat TV) i Valentino zvijezde (OTV).

## Privatni život
Koke je bio u vanbračnoj vezi sa partnerkom Ivanom od 2019. i ima dve ćerke iz te veze (ime jedne je Ema); takođe ima jednog sina (Almein). Pevač je prethodno bio u ozbiljnoj vezi sa ženom imena Željka, preko 18 godina, ali nemaju rođene dece niti su se venčavali. Semir Cerić i Ivana (partnerka s kojom ima vanbračnu decu), venčali su se u januaru 2022. godine.
Semir Cerić je svedočio protiv Zijada Turkovića (bh. kriminalni bos, osuđen na 40 godina) tokom njegovog suđenja 21. decembra 2011. jer Cerić i Turković zajedno drže sarajevski restoran „Toskana” — mesto s kojeg su ubijeni Tolić i Ajdari kontaktirali svoje porodice poslednji put; takođe, Turković je priznao pokušaj ubistva Nasera Keljmendija i prema rečima jednog svedoka (Kalender) informacije o Keljmendijevoj lokaciji Turković je dobio od svoje supruge Šejle Jugo-Turković i pevača Semira Cerića Koketa koji je imao angažman da peva na svadbi Naserovog sina Elvisa Keljmendija a gde se odigrao pokušaj atentata izveden bombom. Zanimljivo je da je Turković Koketu napisao i tekst za jednu numeru, Malo vina, malo pjesme (A3 na kaseti Život me je prevario).

## Diskografija
Studijski albumi
- Sanja (1988)
- Život me je prevario (1994)
- Blago tebi (1999)
- Jednom se živi (2001)
- Koke (2003)
- Idemo dalje (2009)
- Koke (2017; reizdanje)
- Blago tebi (2018; reizdanje)

Kompilacije
- Enes Begović / Koke – Najveći hitovi (2011)
- Kad kažu ljubav (2016)

Specijalna izdanja
- Dernek na moj način (?)
- Želio bih otac biti (2021)

Videografija
| Spot                    | God. | Produkcija   |
| ----------------------- | ---- | ------------ |
| Sanja                   |      |              |
| Blago tebi              |      | Hajat        |
| Gitara                  |      | Hajat        |
| Nema te nema            |      | Hajat        |
| Aida                    |      | Hajat        |
| Nek ti bude             |      | Hajat        |
| Glumica                 |      | Hajat        |
| Moja dobra vilo         | 2010 | Primafila    |
| Nevjernica              | 2010 | Primafila    |
| Kafanica laganica       | 2017 | BN           |
| Nasmijani mi se rastali | 2018 | BN           |
| Sve i sad               | 2019 | Hajat        |
| Nevjerna                | 2022 | Jasmin Pivić |

## Festivali
- Bihaćki festival — 1998 > Aida
- Bihaćki festival — 2000 > Vjerovala, bolovala
- Ilidžanski festival — 2008 > Nevjernica
- Grand  — 2012 > Njen grad
- Ilidžanski festival — 2017 > Kraj Bentbaše
- Ilidžanski festival — 2017 > Sa Igmana pogledat' je lijepo, revijalno veče festivala
- Ilidžanski festival — 2019 > Oj, Safete, Sajo, Sarajlijo, Treba vremena, Kafanica laganica i dr.
- Ilidžanski festival — 2024 > Stvarno moje (Revijalno veče festivala Zlatni mikrofon)

## Spoljašnje veze
- Semir Cerić Koke na sajtu  (jezik: engleski)
- Semir Cerić Koke na sajtu 
  -  na sajtu  /AV gostovanje za radio Kalman; pevač peva uživo/
- Semir Cerić Koke na sajtu
- Semir Cerić Koke na sajtu
- Plejlista sa 56 Koketovih pesama, uglavnom zvanični performansi za Hajat produkciju na sajtu
- SEMIR CERIĆ KOKE - Dernek na moj način No. 2 na sajtu  //